# Іква (притока Південного Бугу)
І́ква́ — річка в Україні, в межах Хмельницького району Хмельницької області. Ліва притока Південного Бугу (басейн Чорного моря).

## Опис
Довжина 56 км. Площа водозбірного басейну 514 км². Похил річки 1,3 м/км. Долина трапецієподібна, завширшки 2,5 км. Заплава двобічна, завширшки 800 м. Річище звивисте, завширшки до 8 м, завглибшки до 1 м (в межень). На окремих ділянках випрямлене, розчищене і поглиблене. Споруджено ставки (бл. 50) комплексного призначення. Використовується на рибництво, господарські потреби.

## Розташування
Іква бере початок на південний захід від села Верхняки. Тече на схід та (частково) південний схід. Впадає до Південного Бугу біля південно-східної околиці села Нова Синявка.

## Притоки

### Праві
- Річка без назви. Бере початок у селі селі Мотрунки. Тече переважно на схід через Веселе і у Новоселиці впадає в Ікву. Довжина річки 10 км, площа басейну водозбору 37,8  км²[1]. Населені пункти вздовж берегової смуги: Сковородки. Неподалік від витоку річки розташоване Морозівське (заповідне урочище).

- Річка без назви. Бере початок на південно-західній околиці села Пилявка. Спочатку тече на південний схід через Карпівці, далі тече переважно на північний схід і на південній околиці села Миколаївки впадає в Ікву. Довжина річки 11 км, площа басейну водозбору 51,2  км²[2]. Населені пункти вздовж берегової смуги: Олексіївка, Іванківці. На західній стороні від витоку річки пролягає автошлях Т 2326.

- Річка без назви. Бере початок на південно-східній околиці села Дашківці. Тече переважно на північний схід через Красносілку, Чехи й у селі Ілятка впадає в Ікву. Довжина річки 14 км, площа басейну водозбору 45,9 км²[3]. Населені пункти вздовж берегової смуги: Хутір Дашківський, Сьомаки, Щербані. У селі Чехи річку перетинає автошлях Т 2318;

### Ліві
- Річка без назви. Бере початок на схід від села Ілляшівка. Тече переважно на південний схід через села Дубова, Бабине, Уласово-Русанівка. Довжина річки 12 км, площа басейну водозбору 46  км²[4]. Населені пункти вздовж берегової смуги: Загірне, Івки, Мисюрівка, Теліжинці.. Неподалік від гирла на південній стороні річку перетинає автошлях Т 2319.

- Річка без назви. Бере початок на південному-сході від села Загірне. Тече переважно на південний схід через села Івки, Мисюрівка і у селищі Стара Синява впадає в Ікву. Довжина річки 11 км, площа басейну водозбору 48,8  км²[5]. Населені пункти вздовж берегової смуги: Бабине. У селищі Стара Синява річку перетинає автошлях Т 2318.

## Населені пункти
Над річкою розташовані такі села та селища (від витоків до гирла): Верхняки, Миролюбне, Новоселиця, Морозівка, Немиринці, Деркачі, Кантівка, Олексіївка, Пилява, Миколаївка, Теліжинці, Уласово-Русанівка, Заставці, смт Стара Синява, Йосипівка, Ілятка, Нова Синявка.